# Royal Tunbridge Wells
Royal Tunbridge Wells (bis um 1909 Tunbridge Wells) ist eine Stadt im äußersten Westen der Grafschaft Kent nahe der Grenze zu Sussex im Südosten Englands im Vereinigten Königreich. Tunbridge Wells ist der Verwaltungssitz des Borough of Tunbridge Wells.

## Kurort
Tunbridge Wells ist ein Kurort, der seine Entstehung der Entdeckung von eisenhaltigen Quellen im frühen 17. Jahrhundert verdankt. Der Ausbau des Ortes rund um die angeblich heilkräftige Quelle in der Restaurationsepoche, als man immer mehr an die medizinische Wirksamkeit der Heilquellen glaubte, machte Tunbridge Wells zu einem Anziehungspunkt der gehobenen Gesellschaft aus der nahen Hauptstadt London.
Die Glanzzeit als Kurort erlebte die Stadt in der Mitte des 18. Jahrhunderts. Der Bürgermeister und Elektroingenieur Sir David Salomons (1851–1925) organisierte im Oktober 1895 gemeinsam mit Frederick Richard Simms mit der Tunbridge Wells Horseless Carriage Exhibition die erste öffentliche Präsentation von benzingetriebenen Motorfahrzeugen im Vereinigten Königreich. Im Jahr 1909 verlieh König Edward VII. der Stadt das Prädikat „Royal“. In der Stadt leben etwa 45.000 Einwohner; sie ist das Zentrum des Tunbridge Wells Borough. Das gesamte Borough hat etwa 100.000 Einwohner.
Seit 1989 ist Tunbridge Wells Partnerstadt von Wiesbaden.

## Sehenswürdigkeiten

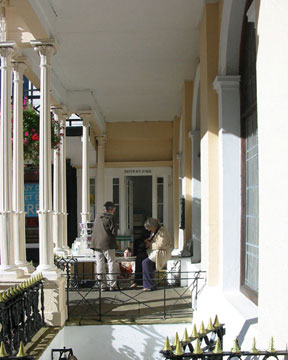
Chalybeate Spring in The Pantiles

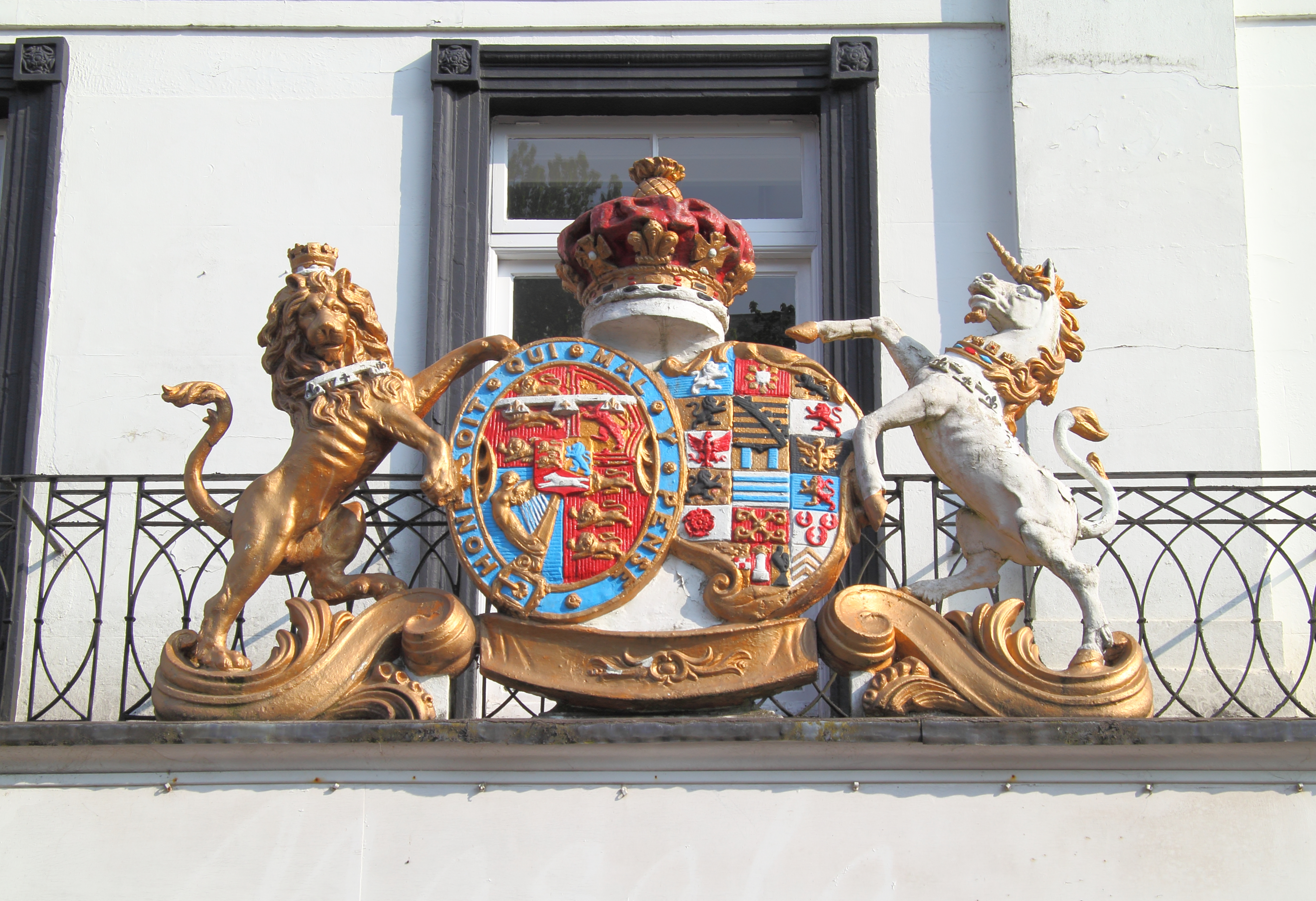
Wappen über dem Eingang des Hotels Victoria mit dem Wappen des Vaters von Königin Victoria

- The Pantiles: In den 1730er Jahren wurde die baumbestandene Kurpromenade mit den Kolonnaden neben der Quelle angelegt, die heute The pantiles genannt wird. Der Ausdruck stammt von der ursprünglichen Bepflasterung der Fläche im Jahre 1700 mit viereckigen Tonziegeln, den pantiles. Chalybeate Spring heißt die eisenhaltige Quelle, die 1606 von Dudley, Lord North, einem Edelmann, entdeckt wurde. Das Bathhouse wurde 1804 direkt hinter der Quelle von der Frau des Bürgermeisters zum Genuss von Dampf- und Duschbädern errichtet. Theater/Corn Exchange (Getreidebörse) wurde 1802 erbaut. Früher verlief die Grenze zwischen Kent und Sussex genau zwischen Bühne und Zuschauerraum. Ab 1843 nutzte man das Gebäude als Getreidebörse. Das Standbild der Erntegöttin Ceres über dem Haupteingang erinnert daran. Im ehemaligen Gasthaus Royal Victoria ist Königin Victoria oft abgestiegen.
- Mount Sion Village war früher der Name eines ganzen Dorfes, ist aber heute wie viele andere nur noch Stadtteil und Straßenname. Das Dorf erhielt seinen Namen zur Zeit der Puritaner. Mount Sion beherbergte die Kurgäste, die nach Tunbridge Wells kamen; hier wohnten aber auch die ortsansässigen Händler. Frog Lane: Eine kleine, kuriose Gasse mit Steinbrocken-Pflaster, früher allgemein üblich.
- Mount Pleasant: Hier wurde unter dem Namen Calverley Estate im 19. Jahrhundert eine Modellsiedlung zur Aufnahme vornehmer Familien erbaut. Calverley Park: Die Siedlung besteht aus 19, im Halbkreis angeordneten Villen. Als Einkaufszentrum für die Villenbewohner hatte man sich Calverley Park Crescent gedacht, eine halbkreisförmige Terrasse mit überdachter Promenade. Durch den Umbau des ehemaligen Mount-Pleasant-Hauses entstand das Calverley-Hotel, das heutige Hotel du Vin, in dem Königin Victoria als Kind oft wohnte.

Die ersten Häuser des Quellgebiets wurden dort gebaut, wo heute die London Road auf die Mount Ephraim trifft. Das Haus 85 London Road gehört zu den ältesten noch erhaltenen Häusern der Stadt; es wurde etwa 1660 erbaut. Hier wohnte im Jahre 1860 der Dichter Thackeray. Etwa 1735 wurde das Wirtshaus Hare and Hounds (Hase und Hunde) erbaut, das heute Royal Wells Inn heißt.
Im Museum und Art Gallery sind Holzmosaiken („Tunbridge ware“) aus der Stadt und der Umgebung zu sehen.
Als sehenswerte Kirchen können erwähnt werden: King Charles the Martyr, mit Besucherspenden 1678 erbaut, nach Charles I. benannt; Holy Trinity, zu der die Herzogin von Kent an ihrem Geburtstag 1827 den Grundstein legte.

## Umgebung
Tunbridge Wells liegt in einer hügelreichen Landschaft, in der sich mehrere Dörfer finden, deren Häuser entweder holzverschalt oder mit schindelähnlich übereinander geschobenen Flachziegeln verkleidet sind.
Nördlich von Tunbridge Wells liegt das Flusstal des Medway mit seinen Nebenarmen. Der River Teise entspringt im Osten der Stadt. Hier finden sich große Obstplantagen und Hopfenfelder. Entlang der Feldwege sind im Frühling „Blütenstraßen“ markiert, um die Besucher, je nach Markierungsfarbe, zu den gewünschten Obstsorten zu führen. Weiterhin sind die hohen Hopfentürme mit ihren kegelförmigen Dächern zu nennen („oasthouses“), die früher als Hopfendarren zum Trocknen des Hopfens dienten, heute jedoch vielfach zu bizarren Wohnhäusern umgebaut sind. Viele der Dörfer waren früher bedeutende Eisenhütten, die u. a. die britische Marine mit Geschützen belieferten. Tunbridge Wells sollte nicht mit seiner Nachbarstadt Tonbridge im Norden verwechselt werden; die zwei Städte teilen dieselbe Aussprache.
Im Osten und Westen von Tunbridge Wells liegt der von Flüssen und Bächen durchzogene High Weald (Hochwald). Der ursprünglich undurchdringliche Wald wurde im Laufe der Zeit zur Ansiedlung von Höfen und Dörfern teilweise gerodet. Als Edward III. im 14. Jahrhundert flämische Tuchmacher nach England bestellte, um das kontinentale Monopol zu brechen, erlebten hier mittelalterliche Tuchfabriken eine Blütezeit. Einer der Hauptorte war Cranbrook mit der mächtigen Union-Windmühle, etwa 20 km östlich von Tunbridge Wells.

## Wirtschaft
Die Wirtschaft der Stadt hängt nicht mehr von der Eisenhutquelle ab. Kaum jemand kommt in die Stadt, nur um das Wasser zu trinken.
Im Jahr 2002 waren in der Gemeinde Tunbridge Wells rund 50.000 Menschen beschäftigt. Der größte Sektor der lokalen Wirtschaft besteht aus Hotels, Restaurants und dem Einzelhandel (das 1992 eröffnete, zentral gelegene Einkaufszentrum Royal Victoria Place umfasst 29.414 Quadratmeter), auf den rund 30 % aller Arbeitsplätze entfallen; der Finanz- und Unternehmenssektor macht knapp ein Viertel der Arbeitsplätze aus, ebenso wie die öffentliche Verwaltung und der Bildungs- und Gesundheitssektor. Royal Tunbridge Wells ist wohl das wichtigste Einzelhandelszentrum zwischen London und Hastings.
Der größte Einzelarbeitgeber in der Stadt war früher der Maidstone and Tunbridge Wells NHS Trust in den Krankenhäusern von Kent und Sussex und Tunbridge Wells mit rund 2.500 Beschäftigten; der größte Einzelarbeitgeber im gewerblichen Bereich war AXA PPP Healthcare mit rund 1.700 Beschäftigten in vier Büros (PPP House, Union House, Phillips House und International House). Tunbridge Wells hatte im August 2008 eine relativ niedrige Arbeitslosenquote von rund 1,0 %, verglichen mit einer landesweiten Quote von rund 5,4 %.

## Sport
Royal Tunbridge Wells war unter anderem einer der Austragungsorte des Cricket World Cup 1983.

## Historische Bauten im Umland
- Bodiam Castle, Bodiam: eine guterhaltene Burgruine aus dem 14. Jahrhundert
- Bateman’s, Burwash. Haus eines Eisenhüttenbesitzers aus dem 17. Jahrhundert; war 30 Jahre lang Wohnsitz des Dichters/Schriftstellers Rudyard Kipling (Dschungelbuch)
- Chartwell bei Westerham: ehemaliger Wohnsitz des engl. Premiers Sir Winston Churchill
- Hever Castle, Hever: Herrenhaus, Wohnsitz der Anne Boleyn, bevor sie die zweite Frau Heinrichs VIII. wurde
- Knole House, Sevenoaks: eines der größten Herrenhäuser England, seit Elisabeth I. im Familienbesitz der Sackvilles, (siehe Vita Sackville-West), Möbelsammlung, Prunksäle und Gemäldegalerie
- Penshurst Place, Tonbridge: eines der besterhaltenen „Stately Homes“ in England aus dem 14. Jahrhundert
- Scotney Castle, Lamberhurst: ein „Country House“ aus dem 19. Jahrhundert mit einem pittoresken Blick auf die Schlossruine aus dem 14. Jahrhundert
- Chiddingstone Castle, Chiddingstone: ein Schloss aus dem 16.–19. Jahrhundert mit Sammlung japanischer Rüstungen sowie ägyptischer und buddhistischer Artefakte – großer japanischer Garten

## Söhne und Töchter der Stadt
- Herbert Fortescue Lawford (1851–1925), Tennisspieler, Wimbledon-Champion 1887
- Victor McLaglen (1886–1959), britischer, später US-amerikanischer Schauspieler
- Elsie Bowerman (1889–1973), Autorin, Frauenrechtlerin
- Reginald Godden (1905–1987), kanadischer Pianist und Musikpädagoge
- Maurice Wilson (1914–1987), Maler und Illustrator
- Arthur Sellings (1921–1968), Schriftsteller
- Alec McCowen (1925–2017), Theater- und Filmschauspieler sowie Regisseur
- John Hine (1938–2024), katholischer Bischof
- Tim Page (1944–2022), Fotograf und Kriegsjournalist
- Christopher Alan Bayly (1945–2015), Historiker
- Jeremy Gilbert-Rolfe (1945–2024), Maler, Pädagoge, Kunstkritiker und -theoretiker
- Jannette Roscoe (* 1946), Sprinterin
- Spike Wells (* 1946), Jazzmusiker und Priester
- Adrian Plass (* 1948), Schriftsteller und Redner
- Shane MacGowan (1957–2023), irischer Sänger
- Sid Vicious (1957–1979), Bassist
- Jamie Spence (* 1963), Golfspieler
- Tristan Gemmill (* 1967), Schauspieler
- Susannah Maidment (* 1981), Paläontologin
- Jonathan Kennard (* 1985), Rennfahrer
- Emma Corrin (* 1995), Schauspielerin
- Dominic Sherwood (* 1990), Schauspieler